# Ocrepeira arturi
Ocrepeira arturi är en spindelart som beskrevs av Claude Lévi 1993. Ocrepeira arturi ingår i släktet Ocrepeira och familjen hjulspindlar.
Artens utbredningsområde är Panama. Inga underarter finns listade i Catalogue of Life.